# Ану (Мерт и Мозел)
Ану (фр. Anoux) насеље је и општина у североисточној Француској у региону Лорена, у департману Мерт и Мозел која припада префектури Брије.
По подацима из 2011. године у општини је живело 265 становника, а густина насељености је износила 26,82 становника/km². Општина се простире на површини од 9,88 km². Налази се на средњој надморској висини од 248 метара (максималној 275 m, а минималној 227 m).

## Демографија
| 1962. | 1968. | 1975. | 1982. | 1990. | 1999. | 2011. |
| ----- | ----- | ----- | ----- | ----- | ----- | ----- |
| 324   | 305   | 251   | 332   | 309   | 287   | 265   |

График промене броја становника у току последњих година